# St.-Sarkis-Kathedrale (Damaskus)

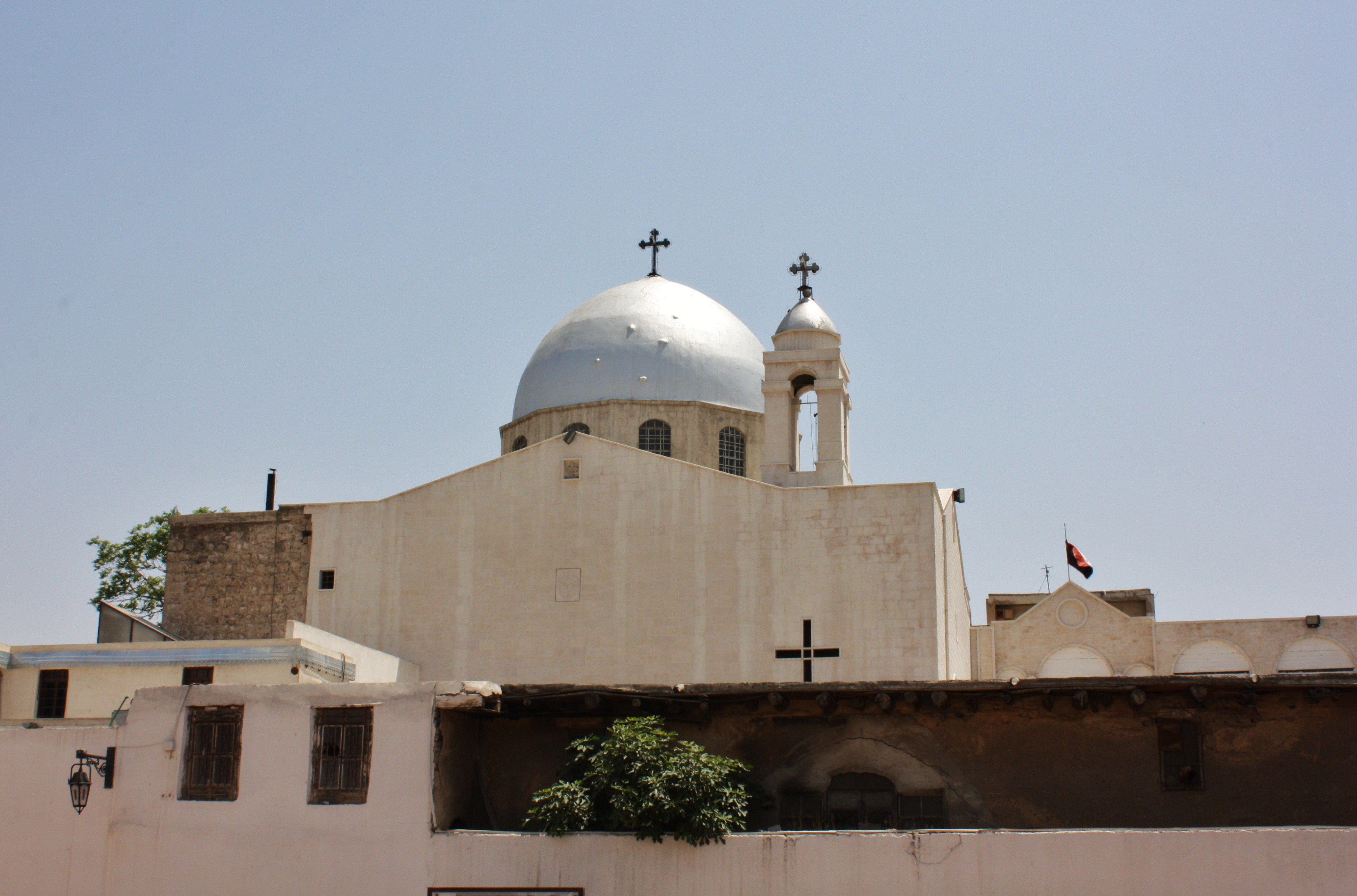
Sankt-Sarkis-Kirche in Damaskus, 2007

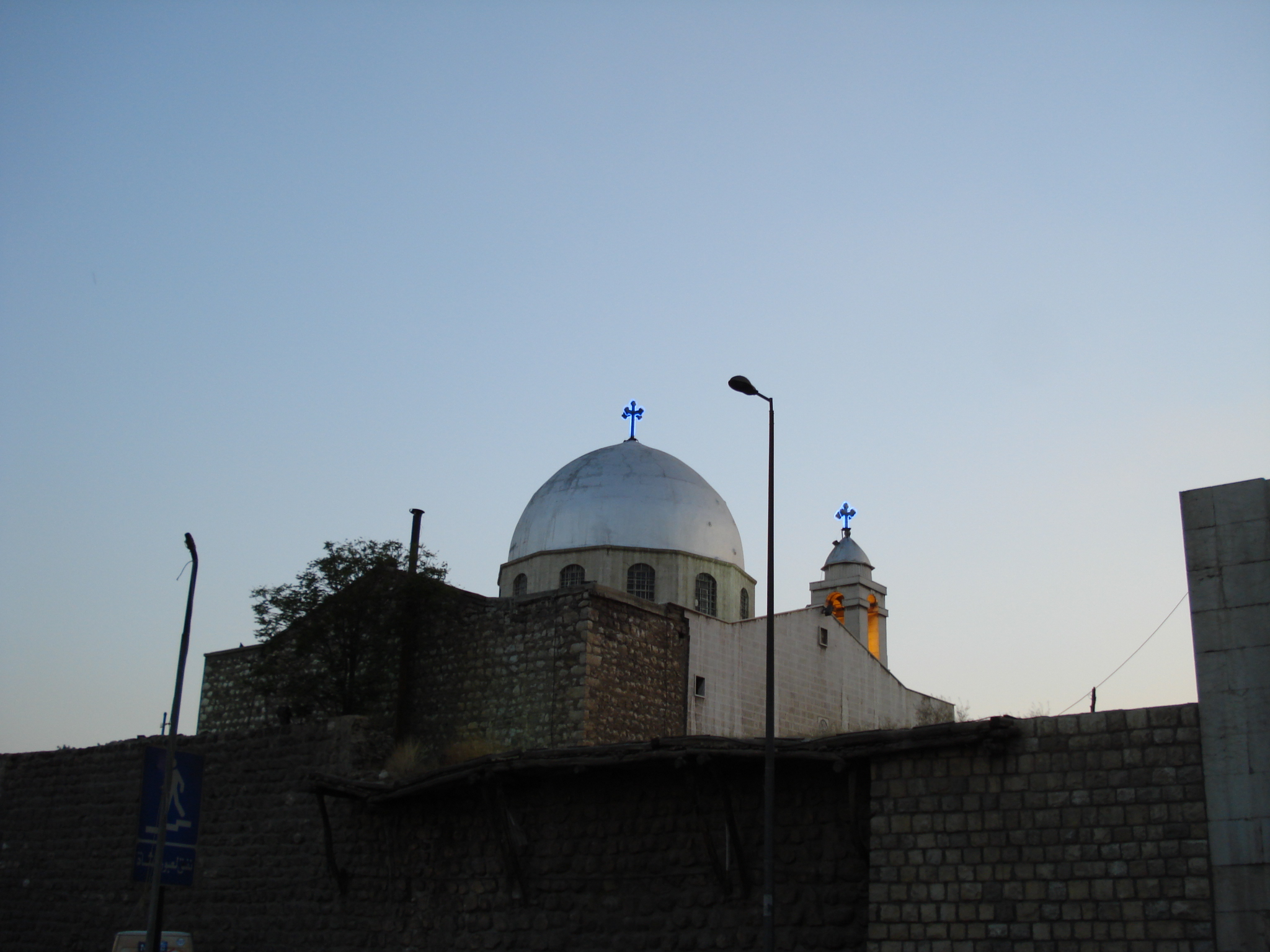
Sankt-Sarkis-Kirche in Damaskus, 2011

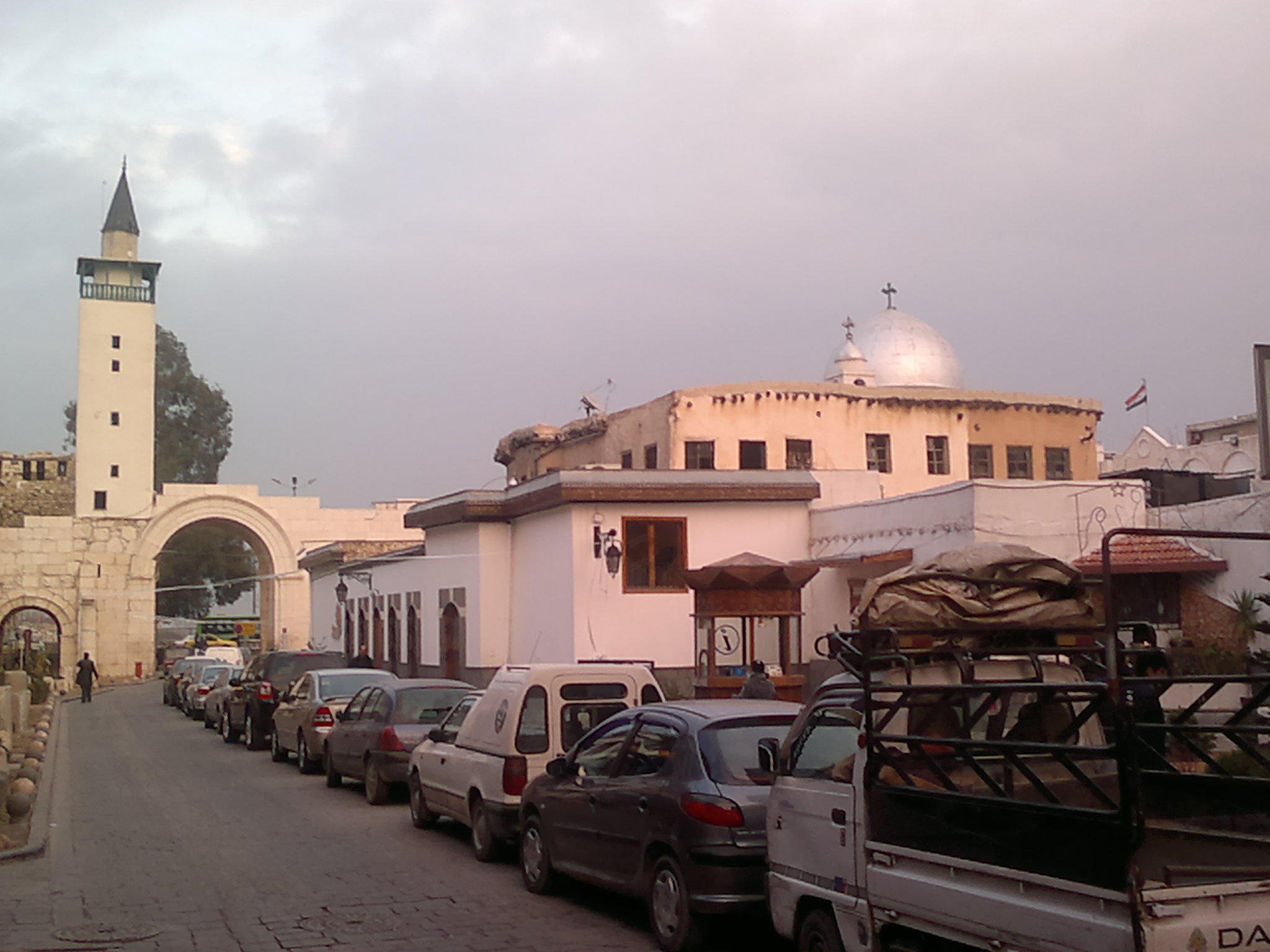
Das Osttor (Bab Scharqi) von Damaskus mit der Sankt-Sarkis-Kathedrale, 2011

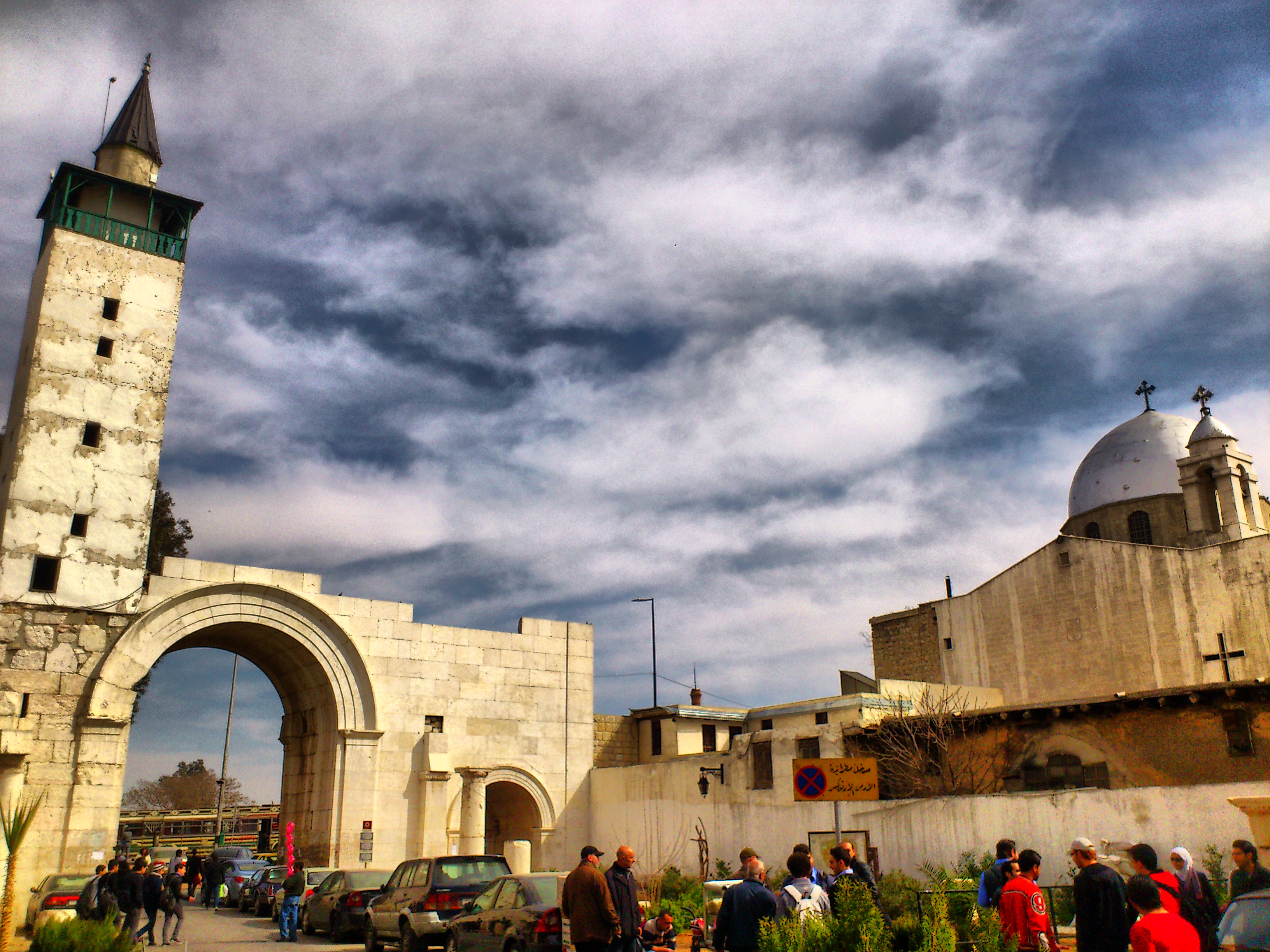
Das Osttor (Bab Scharqi) von Damaskus mit der Sankt-Sarkis-Kathedrale, 2013

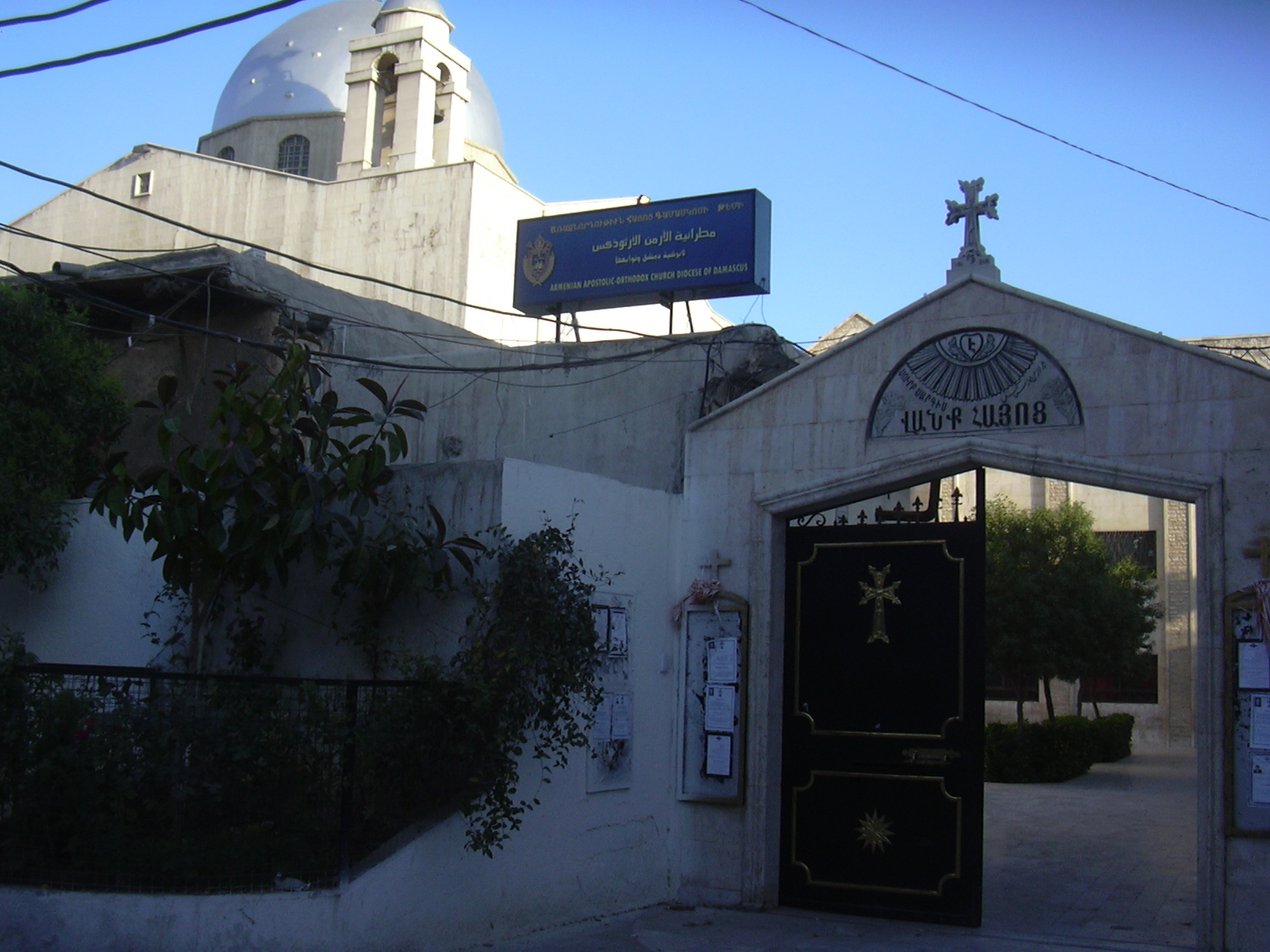
Eingang zur Sankt-Sarkis-Kirche in Damaskus, 2006

Die Sankt-Sarkis-Kathedrale (armenisch Սուրբ Սարգիս մայր եկեղեցի Surb Sarkis mair jekeghezi, arabisch كاتدرائية مار سركيس, DMG Kātidrāʾīyat Mār Sarkīs oder كاتدرائية القديس سركيس, DMG Kātidrāʾīyat al-Qiddīs Sarkīs) ist die Kathedrale der Armenischen Apostolischen Kirche in der syrischen Hauptstadt Damaskus. Sie befindet sich direkt beim östlichen Stadttor Bab Scharqi auf der Südseite der Geraden Straße. Im Bürgerkrieg in Syrien konnte sie trotz Beschädigungen und Todesopfern in den Jahren 2013 und 2014 ihren Betrieb fortsetzen.

## Geschichte
Die armenische Gemeinde ist in Damaskus bereits lange präsent. An der Stelle der heutigen armenischen apostolischen Kathedrale stand vor der arabisch-islamischen Eroberung von Damaskus 636 ein syrisch-orthodoxes Kloster, dessen Kirche den Märtyrern Sergios und Bakchos geweiht war. Sarkis ist die armenische und arabische Namensform von Sergios, allerdings wird in Armenien insbesondere der Märtyrer Sergius Stratelates verehrt, bei dem es sich um eine andere Person handelt. Unter den Mamluken teilten sich im fünfzehnten Jahrhundert die Armenier und die syrischen Christen das Kloster, das schließlich in die Hand der Armenier überging. Im 17. und 18. Jahrhundert wurde die Kirche mehrmals restauriert. 1860 wurde die Kirche beim Massaker im Christenviertel von Damaskus gebrandschatzt, 1866 aber in ihrer heutigen Form mit der Kuppel in der Mitte wieder aufgebaut und die Wände mit Wandgemälden der Heiligen Sergios und Bakchos geschmückt. Die jetzige Residenz des Bischofs wurde aus einer mittelalterlichen Karawanserei hergerichtet.
Am 2. April 2010 besuchte der Präsident der Republik Armenien, Sersch Sargsjan, die Kathedrale in Damaskus.
Im Bürgerkrieg in Syrien kam die Kathedrale ab 2013 wiederholt unter Beschuss durch islamistische Rebellen und wurde beschädigt. Am 23. August 2013 kam bei einem Angriff auf die Kirche ein Mann ums Leben. Am 20. November 2013 explodierte eine Granate neben der Kirche, wodurch mehrere Kinder verletzt wurden. 2014 kamen bei einem Raketenangriff auf die armenische Schule der Kathedrale von Damaskus vier Kinder ums Leben. Die Front verlief nur 500 Meter von Bab Scharqi entfernt, doch wurden die Rebellen im Lauf des Jahres zurückgeworfen.
Trotz der Rebellenangriffe hat die Kathedrale ihren Betrieb fortsetzen können, und gelegentlich finden die Gottesdienste auch Beachtung in den syrischen Medien, so die Messe an Znund (armenische Weihnachten) am 6. Januar 2019 und 2020.

## Architektur
Die Sankt-Sarkis-Kathedrale ist Teil eines Gebäudekomplexes, zu dem außerdem das Kloster, die Schule und der Sitz des Bischofs gehören. Die Kirche hat einen rechteckigen Grundriss, in der Mitte eine Kuppel und an der nordwestlichen Ecke einen Glockenturm mit quadratischem Querschnitt, beide an der Spitze mit einem Kreuz versehen. Die Fassade der mit hellen Steinen gebauten Kirche ist hell und glatt. Jede der vier Seitenwände hat einen Giebel, und die Dachfirste bilden die Form eines Kreuzes. Tageslicht dringt im Wesentlichen durch die Fenster des Tamburs ins Innere der Kirche, die ansonsten noch drei kleine Fenster über dem Eingangsportal hat. Letzteres befindet sich an der Westseite der geosteten Kirche im Innenhof des Gebäudekomplexes. In den Hof des Gebäudekomplexes gelangt man durch ein Steintor, auf dessen giebelartigem Bogen ein Kreuz steht und eine halbkreisförmige, geschmückte Tafel angebracht ist mit der Aufschrift in westarmenischer Sprache „Surb Sargis – Kloster der Armenier“ (ՍՈՒՐԲ ՍԱՐԳԻՍ – ՎԱՆՔ ՀԱՅՈՑ, mit Kleinbuchstaben Սուրբ Սարգիս – Վանք Հայոց).

## Einrichtungen der Kirche
An die Sankt-Sarkis-Kathedrale von Damaskus angeschlossen ist eine armenische Schule.

## Bistum und Bischof
Das Bistum Damaskus mit der Kathedrale Sankt Sarkis untersteht dem Katholikat aller Armenier von Etschmiadsin. Primas der armenischen apostolischen Kirche in Damaskus ist der 1973 in Aleppo geborene Bischof Armash Nalbandian. Er studierte evangelische Theologie in Erlangen und katholische Theologie in Tübingen und war zunächst armenisch-apostolischer Pfarrer für die Armenier in Süddeutschland, bevor er Anfang 2004 nach Syrien zurückkehrte und Ende des Jahres zum Primas von Damaskus gewählt wurde. Am 15. Januar 2006 erhielt er in Etschmiadsin von Karekin Sarkissian die Bischofsweihe.